# Rafael Freyre
Rafael Freyre è un comune di Cuba, situato nella provincia di Holguín.